# Káto Tithoréa
Káto Tithoréa är en kommunhuvudort i Grekland.   Den ligger i prefekturen Fthiotis och regionen Grekiska fastlandet, i den centrala delen av landet, 110 km nordväst om huvudstaden Aten. Káto Tithoréa ligger 162 meter över havet och antalet invånare är 2 753.
Terrängen runt Káto Tithoréa är varierad. Runt Káto Tithoréa är det ganska glesbefolkat, med 22 invånare per kvadratkilometer. Närmaste större samhälle är Amfíkleia, 11,1 km väster om Káto Tithoréa. 